# Stara Iwiczna
Stara Iwiczna (deutsch Alt-Ilvesheim) ist eine Ortschaft mit einem Schulzenamt der Landgemeinde Lesznowola im Powiat Piaseczyński der Woiwodschaft Masowien in Polen.

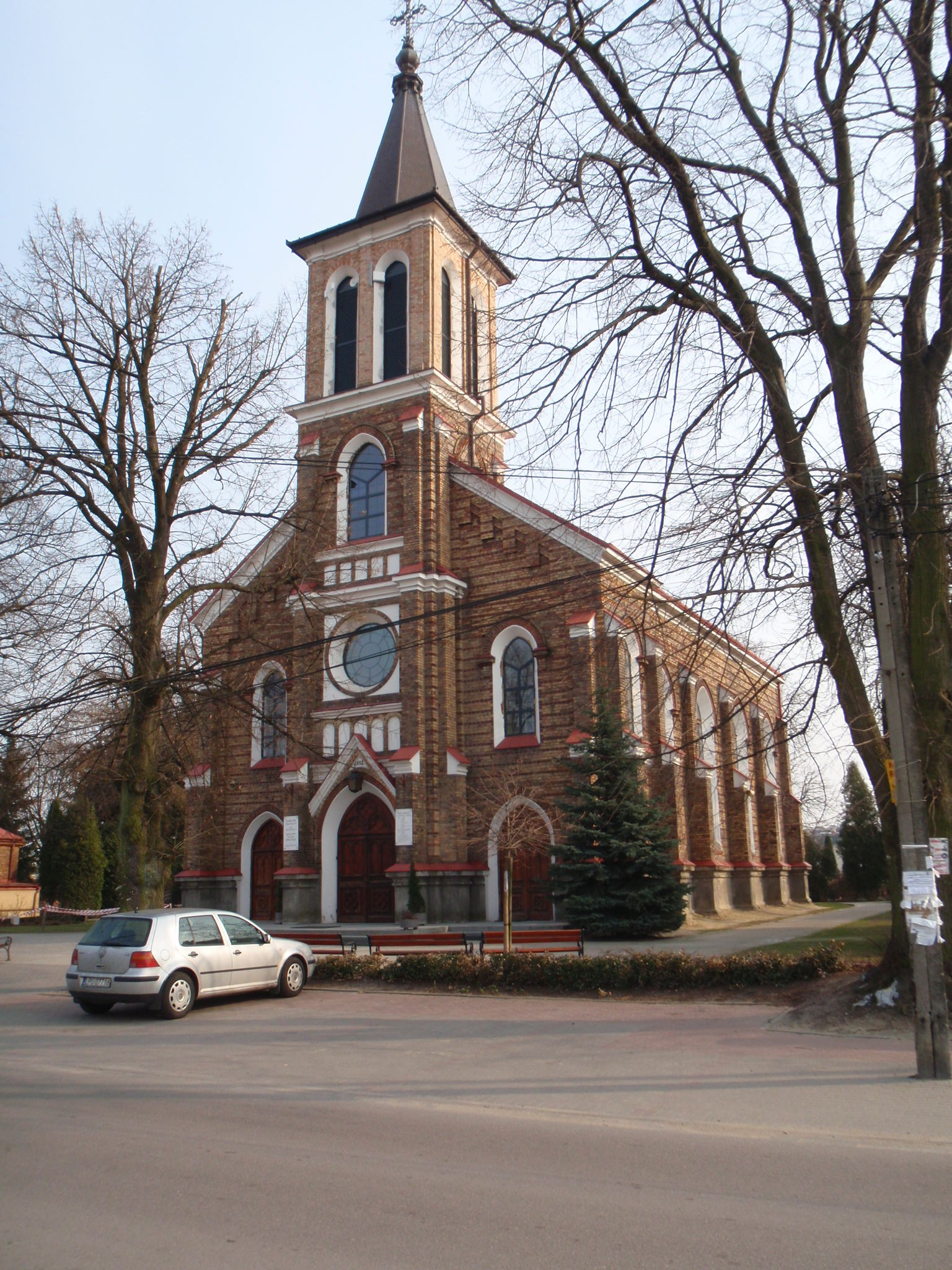
Ortskirche, 1893 als lutherische gebaute, 1979 von der katholischen Kirche abgekauft

## Geschichte
Der Ort wurde in der preußischen Kolonisation in den Jahren 1801 bis 1806 in Südpreußen unter dem Namen Alt Ilvesheim, wahrscheinlich nach dem Ort Ilvesheim, gegründet. 1809 kam es ins Herzogtum Warschau und 1815 ins neu entstandene russisch beherrschte Kongresspolen. 1820 wurde der heutige Name angegeben. 1843 wurde ein evangelisches Holzbethaus gebaut, ab 1846 Sitz einer evangelischen Filialgemeinde von Pilica, die auch nach der Gründung eines eigenen Kirchspiels im Jahr 1857 weiter von den dortigen Geistlichen versorgt wurde. Die Gemeinde umfasste die Protestanten in Neu Ilvesheim (Nowa Iwiczna), Ludwigsburg (Józefosław) und Schwenningen (Orężna, heute Stadtteil von Piaseczno), im Jahr 1865 insgesamt 2646 Mitglieder. 1850 wurde der evangelische Friedhof gegründet. Die neue gemauerte Kirche wurde im Jahr 1893 gebaut.
Nach dem Ende des Ersten Weltkriegs kam Stara Iwiczna zu Polen. Im Zweiten Weltkrieg gehörte es zum Generalgouvernement. 1944 verließ die Mehrheit der Deutschen den Ort, jedoch blieb der Pastor Feliks Teodor Gloeh, der die im Krieg teilweise zerstörte Kirche wiederaufbaute. Von 1975 bis 1998 gehörte Stara Iwiczna zur Woiwodschaft Warschau.